# Cyclosa maritima
Cyclosa maritima là một loài nhện trong họ Araneidae.
Loài này thuộc chi Cyclosa. Cyclosa maritima được miêu tả năm 1992 bởi Tanikawa.